# Élisa de Almeida
Élisa de Almeida (Châtenay-Malabry, Francia; 11 de enero de 1998) es una futbolista francesa. Juega de defensa y su equipo actual es el Paris Saint-Germain de la Division 1 Féminine.

## Trayectoria
El 9 de julio de 2021, el Paris Saint-Germain anunció la contratación de Élisa por tres años.

## Selección nacional
Debutó por la selección de Francia el 4 de octubre de 2019 contra Islandia.

## Clubes
| Club                | País    | Año       |
| ------------------- | ------- | --------- |
| Paris F. C.         | Francia | 2016-2019 |
| Montpellier         | Francia | 2019-2021 |
| Paris Saint-Germain | Francia | 2021-act. |

## Palmarés

### Títulos nacionales
| Título                   | Club                | País    | Año     |
| ------------------------ | ------------------- | ------- | ------- |
| Copa Femenina de Francia | Paris Saint-Germain | Francia | 2021-22 |